# Dur-balati
Dur-balati (akad. Dūr-balāṭi, w transliteracji z pisma klinowego zapisywane URU.BÀD-TI.LA) – miasto w północnej Babilonii, leżące na zachodnim brzegu Eufratu, w pobliżu miasta Sippar. W 885 r. p.n.e., w trakcie swej wyprawy wojennej do Babilonii, asyryjski król Tukulti-Ninurta II (890-884 p.n.e.) dotarł do Dur-balati i zatrzymał się tu na noc. Zgodnie z jego rocznikami miasto to znajdować się miało w odległości dwóch dni marszu od Sippar i jednego dnia marszu od Sallatu. Pod koniec panowania asyryjskiego króla Salmanasara III (858-824 p.n.e.) Dur-balati wraz z sąsiadującym z nim miastem Sallatu oraz wieloma innymi miastami dołączyło do wielkiej rebelii zainicjowanej przez Aszur-da’’in-apla, syna króla, który podjął próbę przejęcia władzy w Asyrii. Rebelię tą udało się dopiero stłumić Szamszi-Adadowi V (823-811 p.n.e.), innemu synowi i następcy Salmanasara III. 